# KNT-308
KNT-308 (tur. Keskin Nişancı Tüfeği 308; hrv. Snajperska puška 308) je poluautomatska snajperska puška koju proizvodi turska industrija oružja MKEK. Prema izvještajima, KNT-308 je za 20% efektivniji te 30% laganiji i jeftiniji od drugih snajpera iz svoje klase.
Snajper su koristile turske oružane snage u borbama protiv PKK-a na istoku zemlje te sjeveru Iraka.

## Korisnici
- Turska: turske oružane snage.[1]
- Azerbajdžan: azerbajdžanske oružane snage.[2]